# Maestoso
Maestoso è un termine musicale italiano utilizzato per definire l'esecuzione di un certo passaggio di musica in modo signorile, dignitoso e maestoso (a volte alla marcia). Il maestoso storicamente è associato con l'avvento del Classicismo, Romanticismo, e le forme del neoclassicismo. L'interpretazione del "Maestoso" viene variata dal conduttore a seconda dello stile generale in cui il pezzo è scritto. Affidato a più di una scelta interpretativa, il termine non è sempre associato a un tempo specifico o a un intervallo di tempo.

## Esempi
È comunemente usato in pezzi relativamente lenti, ma ci sono molti esempi, come il primo movimento del concerto per flauto n. 1 di Mozart, in cui tale maestoso può essere suonato in un tempo più veloce. Esempi comuni di tempo maestoso includono il Land of Hope and Glory di Edward Elgar, il primo movimento del concerto per pianoforte n. 21 di Mozart, i primi movimenti rispettivamente della Sinfonia n. 6 di Anton Bruckner e della Sinfonia n. 9 di Beethoven, così come la Polonaise in la bemolle maggiore op. 53 di Chopin.